# 유리 콘드라튜크
유리 바실리예비치 콘드라튜크(Yuri Vasilievich Kondratyuk, 실명 Oleksandr Ignatyevich Shargei, 우크라이나어: Олександр Гнатович Шаргей, Oleksandr Hnatovych Sharhei ) (1897년 6월 21일 - 1942년 2월)는 우크라이나에서 태어난 소련의 엔지니어, 수학자이다. 우주비행학 및 우주비행 이론가이자 몽상가로 20 세기 초에 지구로부터 달에 우주비행선을 착륙시키고 귀환시키기 위하여 필요한 핵심 개념인 달궤도 랑데부 (LOR)를 최초로 고안하였다. LOR은 나중에 달에 대한 최초의 유인 우주비행을 실제로 계획하는데 사용되었다. 이외에도 우주비행 및 우주 탐사에 관한 많은 측면이 그의 연구에서 다루어졌다.
콘드라튜크는 전쟁, 정부에 의한 심한 박해, 심각한 질병 중의 상황에서 자신의 과학적 발견을 했다.
"유리 콘드라튜크(Yuriy Kondratyuk)"라는 이름은 그가 러시아 혁명 후에 자신을 숨기기 위하여 도용한 다른 사람의 이름인데, 과학계에는 이 이름으로 알려지게 되었다.

## 저작의 일부
- 《(우주선) 건조시 읽을 독자들에게》 - 1919년 (미출판)
- 《행성 간 우주의 정복》 - 1925년

## 같이 보기
- 소비에트연방의 과학 기술
- 소련에서 억압된 연구